# Stenoheriades asiaticus
Stenoheriades asiaticus là một loài Hymenoptera trong họ Megachilidae. Loài này được Friese mô tả khoa học năm 1921.